# Zsámbék
Zsámbék är en ort i Ungern. Den ligger i provinsen Pest, i den nordvästra delen av landet, 25 km väster om huvudstaden Budapest. Zsámbék ligger 168 meter över havet och antalet invånare är 4 791.
Terrängen runt Zsámbék är platt åt sydväst, men åt nordost är den kuperad. Runt Zsámbék är det ganska tätbefolkat, med 75 invånare per kvadratkilometer. Närmaste större samhälle är Budakeszi, 16,1 km öster om Zsámbék. Trakten runt Zsámbék består till största delen av jordbruksmark.